# Lymeon cratodontus
Lymeon cratodontus är en stekelart som först beskrevs av Cameron 1911.  Lymeon cratodontus ingår i släktet Lymeon och familjen brokparasitsteklar. Inga underarter finns listade i Catalogue of Life.